# Nonnensägmühle
Die Nonnensägmühle ist eine ehemalige Sägemühle auf der Gemarkung von Althütte im baden-württembergischen Rems-Murr-Kreis.

## Lage
Die stillgelegte Sägemühle steht etwa 200 Meter südlich der Nonnenmühle am Strümpfelbach und ca. 320 Meter nördlich der abgegangenen Voggenhofer Sägmühle.

## Geschichte
Erstmals erwähnt wurde die Nonnensägmühle in einem Schorndorfer Lagerbuch von 1696 und bestand laut einem Bericht schon 1666. Allerdings dürfte der Wohnplatz wie die Nonnenmühle, die schon im Mittelalter bestand, deutlich älter sein. Vielleicht wurde die Nonnensägmühle auch schon 1555 in einem Reichenberger Lagerbuch erwähnt. Hierbei ist allerdings unklar ist, ob es sich um die Nonnen- oder die Nonnensägmühle handelt. Nach einer alten Sage soll an der Stelle der Nonnenmühle ein Nonnenkloster gestanden sein, von dem sich jedoch keine Reste erhalten haben. Für die Existenz eines Klosters gibt es keinerlei Belege. In früheren Zeiten aufgefundene Gebäudereste müssen nicht unbedingt von einem Kloster stammen. In dem Jahr 1696 musste die Nonnensägmühle der Kellerei Schorndorf 1 Pfund Heller und 8 Schillinge Zins entrichten. Zu Beginn des 19. Jahrhunderts war die Nonnensägmühle vermutlich verfallen und wurde deshalb auch nicht bei der ersten Württembergischen Landesvermessung erfasst. 1855 wurde die Nonnensägmühle von dem Zimmermeister Geßwin von Berg als Neubau an der Stelle des verfallenen Vorgängerbauwerks neu errichtet. Ende des 19. Jahrhunderts ging die Mühle in den Besitz der Familie Horn über, die auch die Nonnenmühle bewirtschaftete. 1930 wurden alle Teile der Wassernutzungsanlage entfernt. Bis 1951 wurde die Mühle von Angehörigen der Familie Horn bewohnt. Aktuell dient das Gebäude als Wohnhaus.